# Södra Cotabato

Södra Cotabatos läge i Filippinerna

Södra Cotabato är en provins på ön Mindanao i Filippinerna. Den är belägen i regionen SOCCSKSARGEN och har 1 291 200 invånare (2006) på en yta av 3 996 km². Administrativ huvudort är Koronadal.
Provinsen är indelad i 10 kommuner och 2 städer. Större städer och orter är General Santos City, Koronadal och Polomolok.